# Abu Habba
Abu Habba (arab. ابو حبة) – wieś w Syrii, w muhafazie Idlib. Wg spisu z 2004 roku liczyła 517 mieszkańców.